# 穴吹育大
穴吹 育大（あなぶき いくお、1977年6月23日 - ）は、日本のアスレティックトレーナー・野球指導者。
2016年から、読売ジャイアンツのトレーニングコーチを務める（2024年から登録外コーチ扱い）。

## 経歴
高松西高等学校、中京大学卒業後、寛田クリニック、パンジョスポーツクリニック、スポーツプログラムスに所属。理学療法士、健康運動指導士、CSCSなどの資格を持つ。
2009年6月1日、アスレティックトレーナーとしてVプレミアリーグ・堺ブレイザーズに入団し、2012年5月31日に退団。その後、社会人野球・Honda鈴鹿硬式野球部のトレーナーを2013年から2015年まで担当。
2016年に、読売ジャイアンツに三軍トレーニングコーチとして入団した。2018年は二軍トレーニングコーチに配置転換され、2019年からは一軍トレーニングコーチに配置転換。2020年からはS&C（ストレングス＆コンディショニング）コーチに役職名が変わり、背番号はつけないようになった。2021年からは再び三軍トレーニングコーチとなった。2024年からはトレーニングコーチはコーチ登録されなくなった。

## 詳細情報

### 背番号
- 108（2016年 - 2018年）
- 91（2019年）